# Altın Gün

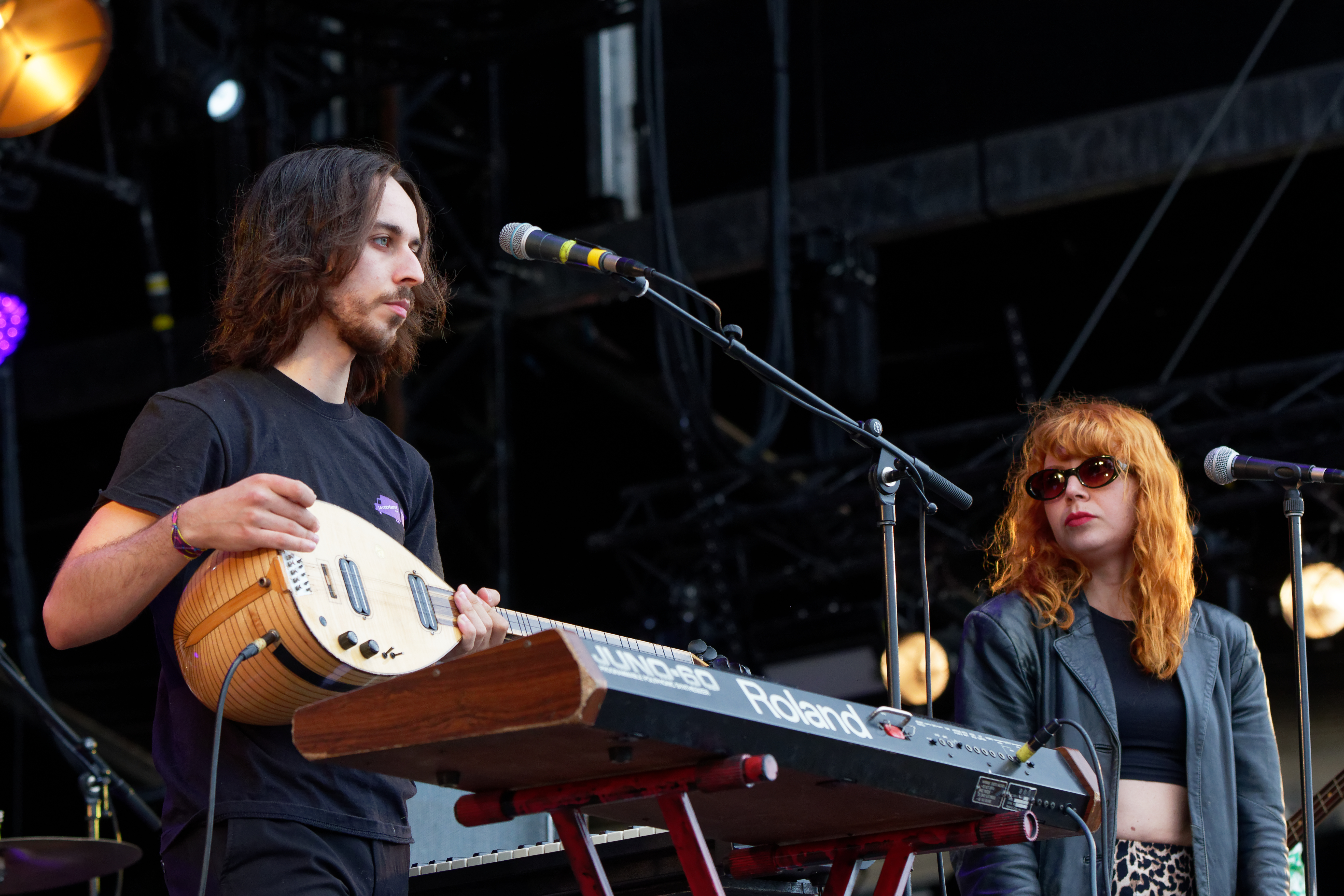
Вокалісти гурту Ердінч Еджевіт Йилдиз та Мерве Дашдемір.

Altın Gün (Алти́н Ґюн, з тур. «Золотий день») — турецький гурт у жанрі «психоделічний рок», також відомий як анатолійський рок. Його заснував басист Джаспер Ферхюльст у 2016 році в Амстердамі, Нідерланди, коли він опублікував у Facebook оголошення про пошук турецьких музикантів.
Їхній стиль був описаний як «психоделічний» з «брудною сумішшю фанк-ритмів, вау-вау гітар і аналогових органів».
Altın Gün також виконує психоделічні рок-кавери турецької народної музики. Обидва вокалісти гурту, Мерве Дашдемір та Ердінч Еджевіт Їлдиз, мають турецьке походження, а інші чотири учасники — голландці.
Їхнім дебютним альбомом став On, випущений у 2018 році У 2019 році вони випустили альбом Gece, який був номінований на 62-у щорічну премію «Греммі» (2019) у категорії «Найкращий альбом світової музики». Перший американський тур гурту розпочався в середині 2019 року

## Члени
У склад групи Altın Gün входять:
- Джаспер Ферхюльст: Бас
- Ердінч Еджевіт Їлдиз: вокал, баглама, клавіші
- Мерве Дашдемір: вокал, клавіші, мала перкусія
- Даніель Смінк: барабани
- Кріс Брюнінг: перкусія
- Тейс Елзінга: гітара

## Дискографія

### Альбоми
- 2018 : On
- 2019 : Gece
- 2021 : Yol
- 2021 : Âlem[11]
- 2023 : Aşk[12]

### Сінгли
- 2017 : «Goca Dünya» / «Kırşehir'in Gülleri»
- 2018 : «Tatlı Dile Güler Yüze» / «Hababam»
- 2018 : «Cemalim» / «Vay Dünya»
- 2019 : «Süpürgesi Yoncadan»
- 2019 : «Gelin Halayı» / «Dıv Dıv»
- 2020 : «Ordunun Dereleri» / «Bir Of Çeksem»
- 2021 : «Yüce Dağ Başında»
- 2021 : «Kısasa kısas»
- 2022 : «Cips kola kilit» / «Badi Sabah Olmadan»
- 2022 : «Leylim Ley»
- 2023 : «Rakıya Su Katamam»